# Bor
Bor (B, łac. borium) – pierwiastek chemiczny o liczbie atomowej 5, półmetal z bloku p układu okresowego.

## Charakterystyka
Bor pod względem chemicznym przypomina krzem i węgiel, gdyż tworzy borowodory – analogi węglowodorów i krzemowodorów. Reakcja boru z gorącym, stężonym kwasem azotowym prowadzi do utworzenia kwasu borowego H
3BO
3. Bor tworzy kompleksy z alkoholami polihydroksylowymi, reakcja kwasu borowego z mannitolem jest jednym ze sposobów oznaczania zawartości boru w próbce.

## Odmiany alotropowe
Bor ma liczne odmiany alotropowe:
- amorficzne – brązowy proszek lub czarne szkliwo,
- krystaliczne – czarne, bardzo twarde (ponad 9 w skali Mohsa) i odporne chemicznie kryształy. Zawierają one w swej strukturze dwudziestościenne grupy atomów boru, tzn. B12[4].

Poza tym otrzymano, lub analizowano teoretycznie, liczne borowe nanostruktury, z których niektóre mogą stanowić kolejne odmiany alotropowe. Wśród nich są struktury płaskie („dwuwymiarowe” borofeny), liniowe („jednowymiarowe”) oraz niewielkie cząsteczki („zerowymiarowe” borosfereny).

## Zastosowanie

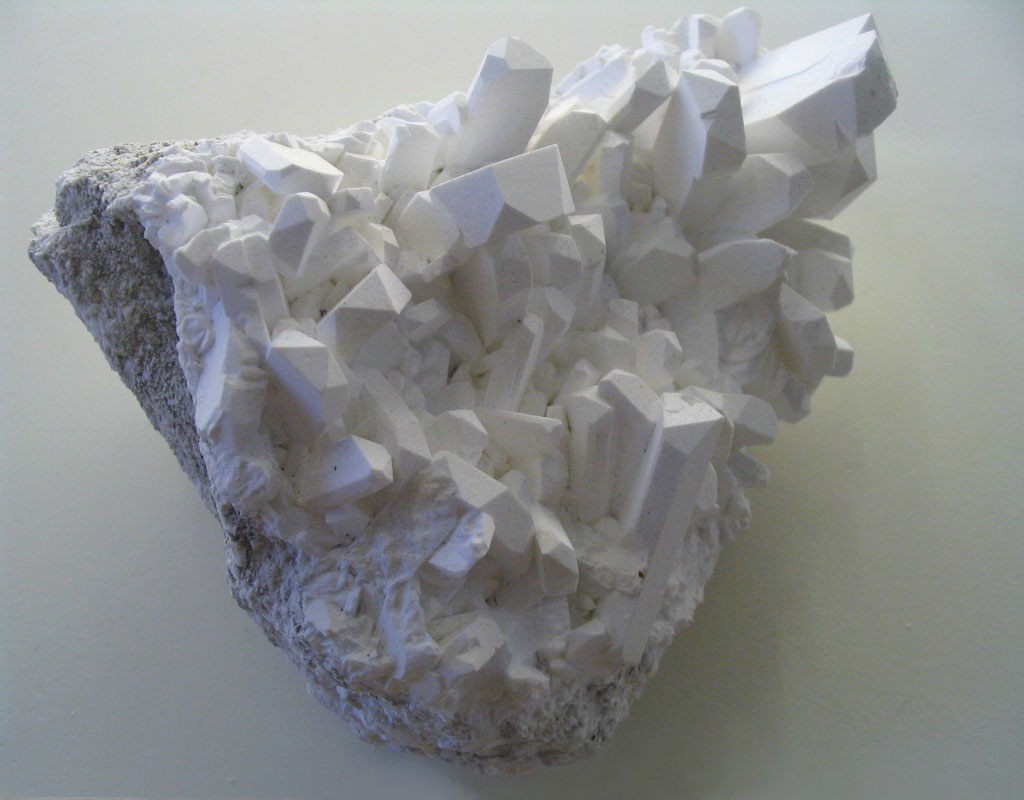
Kryształ boraksu (boranu sodu) - popularnego środka czyszczącego i owadobójczego (jest trujący dla mrówek)

Bor w postaci wolnego pierwiastka stosuje się jako domieszkę do półprzewodników, natomiast związki boru znajdują zastosowanie w postaci lekkich materiałów, nietoksycznych środków owadobójczych i konserwantów oraz odczynników dla syntezy chemicznej.
W technice jądrowej stosowany w produkcji szkła ochronnego, liczników borowych i prętów regulacyjnych reaktorów jądrowych (z uwagi na duży przekrój czynny na pochłanianie neutronów – ok. 75 000 fm²).

## Odkrycie
Czysty bor wyizolowało w 1808 jednocześnie trzech chemików:
- Humphry Davy (przez elektrolizę kwasu borowego),
- Joseph Louis Gay-Lussac,
- Louis Jacques Thénard (w reakcji potasu z tlenkiem boru B
2O
3)[11].

## Występowanie
Zawartość w górnych warstwach Ziemi wynosi 0,0009%. Ważniejsze minerały boru to: boraks, kernit, kolemanit i aszaryt.
Stabilne izotopy to 10B (19%) oraz 11B (81%). W naturze nigdy nie występuje jako wolny pierwiastek, jego głównym źródłem jest boraks.
Źródłem boru we Wszechświecie jest głównie proces spalacji, w którym jądra innych pierwiastków ulegają reakcjom jądrowym w wyniku zderzeń z promieniowaniem kosmicznym.
Związki boru wykryto na Marsie, w kraterze Gale’a. Osadziły się one tam prawdopodobnie w obecności wody.
Z punktu widzenia odżywiania, bogatym źródłem boru są świeże warzywa i owoce, a wśród tych ostatnich przede wszystkim orzechy.

## Otrzymywanie
Bor dla potrzeb przemysłu półprzewodnikowego jest otrzymywany przez rozkład diboranu w wysokiej temperaturze, a następnie oczyszczany metodą Czochralskiego lub topienia strefowego.

## Związki
Chemia nieorganiczna boru bywa określana jako najbardziej złożona spośród wszystkich pierwiastków. Najczęściej przyjmuje on stopień utlenienia III. W zdecydowanej większości związków jest on trójwiązalny, ma przy tym zdolność do tworzenia związków z wiązaniami wielocentrowymi (jednym z przykładów jest diboran, B
2H
6, zawierający trójcentrowe-dwuelektronowe wiązania B−H−B). Znana jest bardzo duża liczba jego związków, zwłaszcza borków metali, o bardzo zróżnicowanej stechiometrii, od M
5B do MB
66 (a nawet >100), które nie są zgodne ze standardowymi koncepcjami wiązania chemicznego. Przykłady tego typu związków to  B
4C, FeB, Mn
4B, Pd
5B
2 i wiele innych. Atomy boru w takich związkach mogą być izolowane lub tworzyć rozmaite układy zawierające wiązania B−B: pary, łańcuchy proste, rozgałęzione i podwójne, warstwy i sieci trójwymiarowe. Znanych jest też wiele układów niestechiometrycznych o zmiennym składzie.
Związki boru wykazują zróżnicowaną rozpuszczalność w wodzie. Oksoborany są w większości słabo rozpuszczalne (poza solami potasowców), jednak żaden ze związków boru nie strąca się w sposób ilościowy, co stanowi problem w oczyszczaniu ścieków.
Przykładowe związki boru:
- borowodorek sodu NaBH
4
- borowodory, np. diboran B
2H
6
- borazol (tzw. nieorganiczny benzen) B
3N
3H
6
- trifluorek boru BF
3, trichlorek boru BCl
3, tribromek boru BBr
3
- tlenek boru B
2O
3, kwas borowy H
3BO
3
- boran trietylu BEt3
- związki boroorganiczne

Lotne związki boru barwią płomień na kolor zielony.

## Znaczenie biologiczne
Bor, będąc pierwiastkiem śladowym, jest niezbędny dla roślin i zwierząt. U roślin odpowiada za transport związków organicznych w łyku (głównie cukrów), wpływa na prawidłowy wzrost łagiewki pyłkowej (jego brak powoduje zahamowanie jej wzrostu), wpływa na wytworzenie elementów płciowych u roślin. Jest pierwiastkiem, który bardzo trudno przemieszcza się w roślinie. Jego niedobór może powodować zgorzel liści sercowych i suchą zgniliznę korzeni buraka.
Bor ma również wpływ na organizm człowieka, przede wszystkim na jego kościec. Przypuszcza się, iż jest niezbędny do prawidłowej gospodarki wapniowej organizmu. Razem z wapniem, magnezem i witaminą D reguluje metabolizm, wzrost, rozwój tkanki kostnej.
Jego niedobór powoduje utratę wapnia i demineralizację kości.
W większych ilościach związki boru, szczególnie lotne, są trujące.